# Nohup
nohup — утиліта UNIX-подібних систем, як означає "no hang up", вона запускає іншу команду, та перехоплює сигнал HUP (SIGHUP — сигнал програмі про закриття терміналу, з якого вона запущена). Таким чином у випадку закриття терміналу, (наприклад розриву ssh-сессії) програма продовжує працювати. Якщо запущена програма виводить stdout в термінал, то за замовчуванням nohup перенаправляє вивід в файл «nohup.out» в поточній робочій директорії (якщо це неможливо — в «$HOME/nohup.out», якщо і це неможливо — команда взагалі не запускається). 

## Приклади використання
```
user@host:~$ nohup команда [аргументи]
user@host:~$ nohup cat /var/log/syslog
user@host:~$ nohup tail -n 10 /var/log/syslog &
```

## Альтернативи
Розроблено декілька програм - термінальних мультіплексорів, які дозволяють запускати команди в окремих сесіях, та можуть бути відокремлені від поточного термінала:
- GNU screen
- tmux

Команда оболонки bash - disown робить те саме що і nohup для задач (jobs) в bash 